# Mouvement social (parti politique)
Pour l’article homonyme, voir Mouvement social.
Le Mouvement social (en polonais : Ruch Społeczny, RS) est un parti politique polonais de droite, fondé en 1997 et disparu en 2004. Il s'appelait jusqu'en 2002  "Mouvement social Alliance électorale Solidarité" (en polonais : Ruch Społeczny Akcja Wyborcza Solidarność, RS AWS et fut actif dans les années 1997-2004.